# Uomini e filo spinato
Uomini e filo spinato (The McKenzie Break) è un film del 1970 diretto da Lamont Johnson.

## Trama
Gran Bretagna, seconda guerra mondiale; in un campo di prigionia denominato "McKenzie" sono internati circa 600 ufficiali tedeschi e, a seguito di un ordine impartito dal maggiore Perry, comandante del campo, ritenuto ingiusto dai prigionieri, scoppia una rivolta, capeggiata da un comandante di U-Boot, il capitano di vascello Willi Schlüter, convinto nazista.
Allo scopo di reprimere i disordini viene inviato al campo il capitano Jack Connor, il quale, dopo avere risolto il problema, inizia a sospettare che la rivolta sia stata un espediente ordito da Schlüter, allo scopo di mascherare sia alcuni omicidi avvenuti tra i prigionieri che la preparazione di un tentativo di fuga. Dopo avere constatato l'esattezza dei suoi sospetti Connor decide di attendere che la fuga, organizzata con lo scavo di una galleria, venga realizzata, proponendosi di intervenire nel momento in cui questa troverà attuazione, per catturare il sommergibile che dovrebbe prelevare i fuggiaschi.
Il piano non convince Perry, il quale preferirebbe intervenire preventivamente, ma Connor prosegue nel suo proposito ed il giorno della fuga i soldati britannici non riescono a realizzare il piano e gli ufficiali tedeschi, con la sola eccezione di Schlüter e di tre ufficiali, riusciranno ad imbarcarsi ed a fuggire.